# Minutixipha exenios
Minutixipha exenios är en insektsart som beskrevs av Otte, D. och Cowper 2007. Minutixipha exenios ingår i släktet Minutixipha och familjen syrsor. Inga underarter finns listade i Catalogue of Life.